# Півці (район Чернігова)
Півці — історична місцевість (район) Чернігова, розташована на теренах Деснянського адміністративного району.

## Історія
Село Півці виникло перед 1638 роком — у період заснування низки сіл осілими козаками чернігівського старости Мартина Калиновського, у цьому ж році згадується в подимному реєстрі.
У 1999 році Півці, разом з іншим селом Чернігівського району Олександрівкою, були включені до складу Деснянського району Чернігівської міськради, Постановою Верховної Ради України «Про зміну меж міста Чернігів Чернігівської області» від 8 липня 1999 року № 872-14.

## Територія
Район Півці розташований у північній частині Чернігова на північ від вулиці Академіка Рибакова. Зі сходу приєднується історична місцевість Олександрівка, північніше розташоване летовище, західніше — терен гаражного кооперативу № 27 (Півці). В районі представлений індивідуальною (приватною) забудовою.
На терені району відсутні підприємства. Тут розташований місцевий цвинтар.
Основні вулиці — Йоаникія Галятовського і Чернігівська. Вулиця Галятовського з'єднує Півці з вулицею Кільцевою і рештою Чернігова, Чернігівська лежить із заходу на схід, розділяючи район на дві частини (північну і південну).

## Цвинтар
30 серпня 2019 на цвинтарі в Півцях, поруч із раніше померлим чоловіком, похована Лук'яненко Валентина Тимофіївна — ветеран боротьби за незалежність України, дружина дисидента, чернігівця Олександра Лук'яненка — рідного брата Левка Лук'яненка.

## Транспорт
Вулицею Йоаникія Галятовського проходять маршрути автобусів № 30, 25А.

## Постаті
- Марченко Юрій Миколайович (1998—2022) — старший лейтенант Збройних сил України, учасник російсько-української війни.